# Sipultak Dolok
Sipultak Dolok is een bestuurslaag in het regentschap Tapanuli Utara van de provincie Noord-Sumatra, Indonesië. Sipultak Dolok telt 1122 inwoners (volkstelling 2010).